# Parque do Cinquentenário

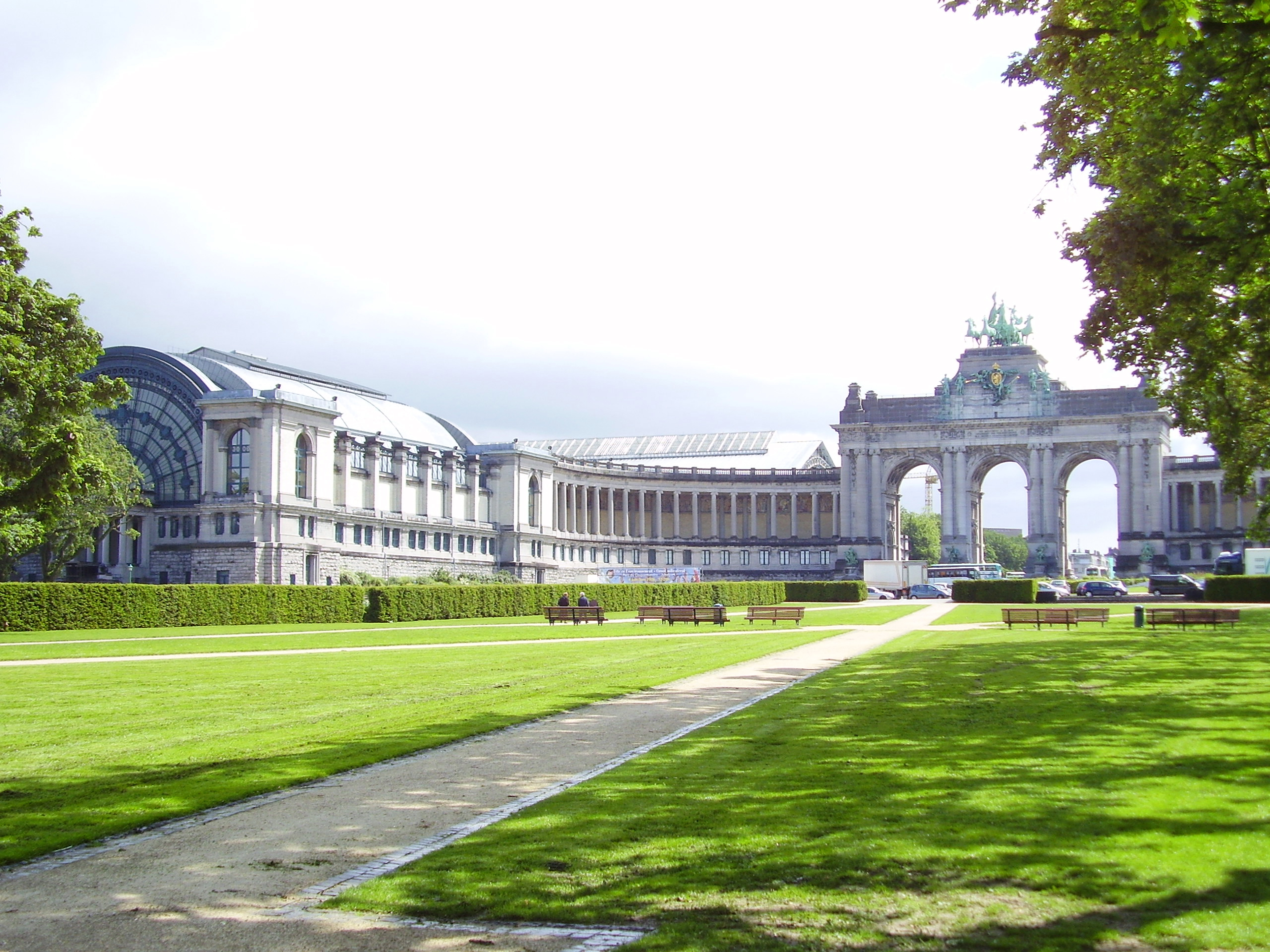
Parque do Cinquentenário, em 2006.

O Parque do Cinquentenário (em francês: Parc du Cinquantenaire; em neerlandês: Jubelpark) é um parque urbano situado entre as cidades de Bruxelas e de Etterbeek, na região belga de Bruxelas-Capital. Localiza-se no quarteirão formado pelas seguintes vias: Avenue de la Joyeuse Entrée, Avenue de la Renaissance, Avenue de l'Yser, Avenue des Gaulois e Avenue des Nerviens. Possui uma área de aproximadamente 30 hectares.
Foi inaugurado em 1880 para as comemorações do quinquagésimo aniversário da independência da Bélgica, razão pela qual o o logradouro é denominado Parque do Cinquentenário. O parque é composto por árvores, edifícios, esculturas, jardins, mobiliário urbano, monumentos e trilhas. Já abrigou diversas exposições, feiras e festivais. A maioria dos edifícios em forma de U do complexo situados dentro da área do parque foram encomendados pelo governo belga durante o reinado do rei Leopoldo II da Bélgica para exposições que ocorreram no final do século XIX, como a Exposição Internacional de 1897. O parque passou a ser destinado ao lazer somente em 1930.

## Pontos de interesse

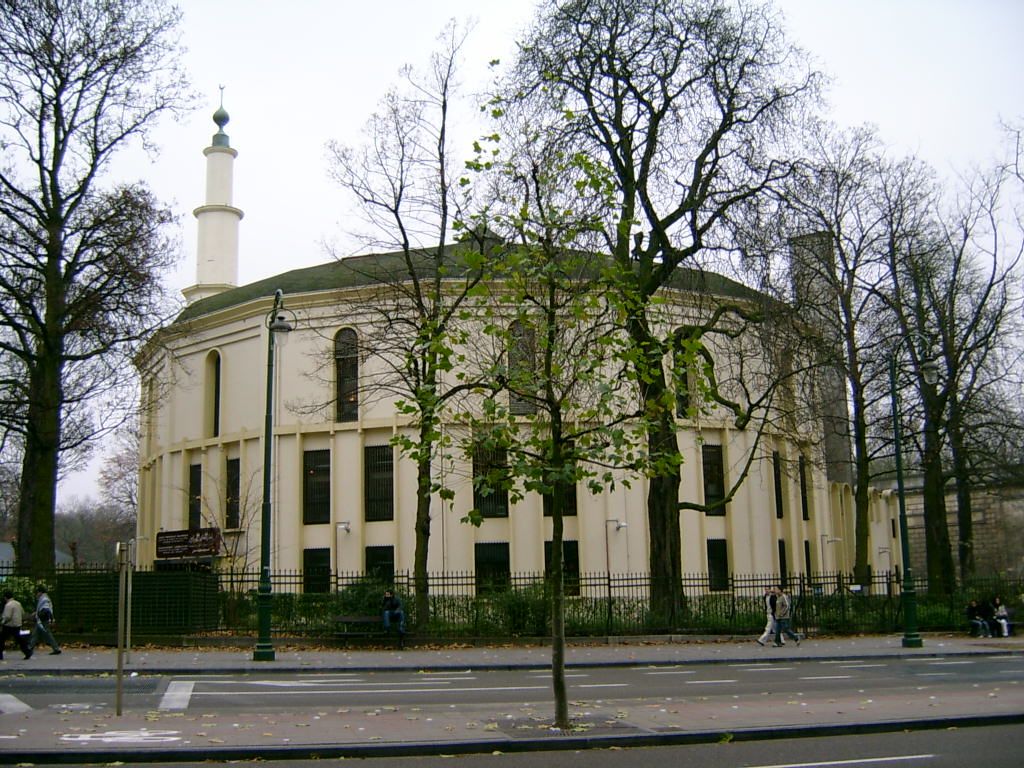
Fachada da Grande Mesquita de Bruxelas, em 2012.

Os seguintes pontos de interesse situam-se dentro da área do Parque do Cinquentenário ou em suas redondezas:
- Arco do Cinquentenário — É um arco do triunfo com três arcos erigido dentro do parque projetado pelo arquiteto francês Charles Girault. Foi construído por iniciativa do rei Leopoldo II da Bélgica em comemoração ao quinquagésimo aniversário da independência da Bélgica. Possui 45 metros de altura e 30 metros de largura. Foi inaugurado em setembro de 1905, substituindo uma versão temporária anterior projetada pelo arquiteto belga Gédéon Bordiau. [3]
- Autoworld — É um museu focado na exposição de veículos antigos, com um acervo de mais de 250 itens em bom estado de conservação e funcionamento. No acervo há bicicletas, calhambeques, caminhões, carros esportivos, carros de corrida (incluindo exemplares de Fórmula 1), carruagens e motocicletas.[4]
- Escola Real Militar — É um complexo militar de estilo neoclássico inaugurado em 1913.[5]
- Grande Mesquita de Bruxelas — Funciona desde 1978 em um edifício de estilo orientalista originalmente projetado para a Exposição Internacional de 1897 que foi transformado segundo projeto do arquiteto tunisiano Mongi Boubaker para abrigar a mesquita.[6]
- Sede do Institut Royal du Patrimoine Artistique — Consiste em um edifício situado no interior do parque que sedia desde 1962 uma instituição científica encarregada de administrar as obras de arte da Bélgica.[7]
- Museu Real das Forças Armadas e da História Militar — É um museu militar que reúne cerca de cem mil itens, dentre armas, documentos, estátuas, maquetes e uniformes.[8]
- Museu de Arte e História — É um museu de arte e história que abriga suas coleções em mais de 60 mil m² de salas de exposições e reservas, sendo considerado o maior museu da Bélgica.[9]
- Pavilhão das Paixões Humanas — É um pequeno edifício semelhante a um templo grego, localizado dentro da área do parque, que foi a primeira encomenda pública do arquiteto belga Victor Horta. Em seu interior situa-se o relevo As Paixões Humanas (em francês: Les Passions Humaines), obra do escultor belga Jef Lambeaux que representa os prazeres e os infortúnios da humanidade.[10]